# Quem é judeu?
"Quem é judeu?" (hebraico: מיהו יהודי, romanizado: mihu yehudi), é uma pergunta básica sobre a identidade judaica e considerações sobre a autoidentificação judaica. A pergunta diz respeito a ideias sobre a personalidade judaica, que têm dimensões culturais, étnicas, religiosas, políticas, genealógicas e pessoais. O judaísmo ortodoxo e o judaísmo conservador seguem a lei judaica (halacá), considerando as pessoas judias se suas mães são judias ou se passaram por uma conversão haláchica. O judaísmo reformista e o judaísmo reconstrucionista aceitam tanto a descendência matrilinear quanto a patrilinear, bem como a conversão. O judaísmo caraíta segue predominantemente a descendência patrilinear, bem como a conversão.
A identidade judaica também é comumente definida por etnia. Pesquisas de opinião sugeriram que a maioria dos judeus modernos vê ser judeu predominantemente como uma questão de ancestralidade e cultura, em vez de religião.
Há controvérsia sobre a identificação judaica em Israel, pois afeta questões de cidadania e status pessoal, como casamento. A Lei do retorno de Israel concede cidadania àqueles com um pai ou avô judeu, mesmo que não sejam religiosos. Mas os tribunais rabínicos usam regras haláchicas para casamento, exigindo conversões ortodoxas para aqueles sem uma mãe judia. Isso cria conflitos entre diferentes ramos do judaísmo.
Os nazistas definiram os judeus com base em sua ancestralidade e os perseguiram com base racial. Os antissemitas também definiram os judeus para objetivos discriminatórios. Os próprios judeus têm autodefinições variadas, que vão da observância religiosa à identidade étnica secular. Não há consenso, mas temas comuns enfatizam ancestralidade, cultura e pertencimento à comunidade, mesmo para judeus seculares e convertidos a outras religiões.

## O que é um judeu?
O termo "judeu" se presta a várias definições além de simplesmente denotar alguém que pratica o judaísmo. Os israelitas e/ou hebreus históricos, que promulgaram o judaísmo, não eram simplesmente uma assembleia homogênea unida por uma ideologia comum; eles constituíam um grupo etnorreligioso do qual a maioria dos judeus modernos descende diretamente. Por causa disso, uma forma étnica de identidade judaica existe ao lado da forma religiosa, e os conceitos de etnia judaica, nacionalidade e religião são fortemente inter-relacionados. Além disso, a conversão permite que alguém que não tenha nenhuma conexão anterior com a população judaica histórica se torne um judeu.
Em essência, a palavra "judeu" pode ser definida como um conglomerado de várias ideias diferentes, embora intimamente relacionadas:
- Um judeu é aquele que pratica a religião judaica, o judaísmo. Isso inclui tanto os convertidos quanto aqueles que são membros da religião judaica desde o nascimento.
- Um judeu é aquele que é descendente direto do antigo grupo étnico israelita e, portanto, é um membro do povo judeu. Isso inclui aqueles que podem não ser observantemente religiosos, ou podem ser completamente irreligiosos, e reivindicam uma conexão cultural aberta,[11][12] embora alguns estudiosos limitem a definição a descendentes de israelitas que praticam o judaísmo.[13]
- Um judeu é alguém que, independentemente da identidade religiosa atual, é descendente direto de um ancestral judeu. Tradicionalmente, isso se aplica apenas à ancestralidade matrilinear, embora alguns grupos judeus também reconheçam o judaísmo por meio da descendência patrilinear.

## Interpretação tradicional e variações
A definição de quem é judeu varia de acordo com se está sendo considerada por judeus com base na lei religiosa e tradição ou autoidentificação, ou por não judeus por outras razões, às vezes para propósitos preconceituosos. Como a identidade judaica pode incluir características de uma etnia, religião ou povo, a definição depende de interpretações tradicionais ou mais recentes da lei e costumes judaicos.
A Lei do retorno de Israel estipula que um judeu é alguém com uma mãe judia ou alguém que se converteu ao judaísmo e não é membro de outra religião. O Rabino Chefe de Israel exige documentos que comprovem a judaidade da mãe, avó, bisavó e tataravó ao solicitar o casamento. O Escritório do Rabino Chefe (OCR) britânico enfatiza o princípio básico de que uma criança não é reconhecida pelo OCR e outros órgãos como judia, a menos que sua mãe seja judia ou que tenha passado por uma conversão reconhecida pelo órgão.
De acordo com a definição mais simples usada pela maioria dos judeus para autoidentificação, uma pessoa é judia por nascimento ou se torna judia por meio de conversão religiosa. No entanto, há diferenças nas interpretações quando se trata de denominações judaicas não ortodoxas na aplicação desta definição, incluindo:
- Uma pessoa com apenas um pai judeu deve ser considerada judia?
- Quais processos de conversão devem ser considerados válidos?
- Alguém pode permanecer judeu após se converter a outra religião?
- Como não saber que tem pais judeus afeta o status judaico de alguém?
- Como a identidade judaica é determinada em diferentes países da diáspora judaica?
- Como a reivindicação de cidadania israelense é julgada no contexto das Leis Básicas de Israel?

## Judaísmo tanaíta
De acordo com a Mishná, a primeira fonte escrita para a halacá, o status dos filhos de casamentos mistos era determinado matrilinearmente.
Segundo o historiador Shaye J. D. Cohen, na Bíblia, o status da prole de casamentos mistos era determinado patrilinearmente. Ele traz duas explicações prováveis para a mudança nos tempos da Mishná: primeiro, a Mishná pode ter aplicado a mesma lógica aos casamentos mistos que havia aplicado a outras misturas (kilayim). Assim, um casamento misto é proibido, assim como a união de um cavalo e um jumento, e em ambas as uniões a prole é julgada matrilinearmente. Segundo, os Tannaim podem ter sido influenciados pela lei romana, que ditava que quando um dos pais não podia contrair um casamento legal, a prole seguiria a mãe.

## Judaísmo contemporâneo
Todos os movimentos religiosos judaicos concordam que uma pessoa pode ser judia por nascimento ou por conversão. De acordo com a halacá, um judeu de nascimento deve nascer de uma mãe judia. A Halacá afirma que a aceitação dos princípios e práticas do judaísmo não torna uma pessoa judia. No entanto, aqueles que nascem judeus não perdem esse status porque deixam de ser judeus praticantes, mesmo que adotem práticas de outra religião.
O judaísmo reformista e reconstrucionista, como movimentos que rejeitam o conceito de halacá, muitas vezes aceitam uma criança como judia quando apenas o pai é judeu, desde que a criança escolha se identificar como judia. Como os processos de conversão são diferentes, aqueles realizados por denominações mais liberais não são aceitos por denominações mais ortodoxas.

### Judeu de nascimento
De acordo com a halacá, para determinar o status judaico de uma pessoa (hebraico: yuhasin), é preciso considerar o status de ambos os pais. Se ambos os pais forem judeus, seu filho também será considerado judeu, e o filho assumirá a posição do pai (por exemplo, como um cohen). Se qualquer um dos pais estiver sujeito a um status de quebra haláchica (por exemplo, for um mamzer), então a criança também estará sujeita a esse status. Se um dos pais não for judeu, a regra é que a criança assuma a posição da mãe (Kiddushin 68b, Shulkhan Arukh, EH 4:19). A decisão é derivada de várias fontes, incluindo Deuteronômio 7:1–5, Levítico 24:10, Esdras 10:2–3. Consequentemente, se a mãe é judia, seu filho também é, e se ela não é judia, seu filho também não é considerado judeu. No judaísmo ortodoxo, o filho de uma mãe não judia pode ser considerado judeu apenas por um processo de conversão ao judaísmo. A criança também é libertada de qualquer status especial ao qual o pai possa ter sido sujeito (por exemplo, ser um mamzer ou cohen) sob a lei judaica.
Os ramos ortodoxo e conservador do judaísmo sustentam que as regras haláchicas (ou seja, descendência matrilinear) são válidas e vinculativas. O judaísmo reformista e liberal não aceitam as regras haláchicas como vinculativas, e a maioria dos ramos aceita uma criança de um dos pais judeus, seja pai ou mãe, como judia se os pais criarem a criança como judia e promoverem uma identidade judaica na criança, observando que "na Bíblia a linha sempre seguiu o pai, incluindo os casos de José e Moisés, que se casaram com famílias sacerdotais não israelitas". O padrão do movimento reformista afirma que "para aqueles além da infância que reivindicam identidade judaica, outros atos ou declarações públicas podem ser adicionados ou substituídos após consulta com seu rabino". Os defensores da descendência patrilinear apontam para Gênesis 48:15–20 e Deuteronômio 10:15. Essa política é comumente conhecida como descendência patrilinear, embora "bilinear" seja mais preciso.

#### Descendência patrilinear
Em 1983, a Reform Central Conference of American Rabbis aprovou a Resolution on Patrilineal Descent ("Resolução sobre a descendência patrilinear"), declarando que "o filho de um dos pais judeus está sob a presunção de descendência judaica. Essa presunção do status da prole de qualquer casamento misto deve ser estabelecida por meio de atos públicos e formais, apropriados e oportunos, de identificação com a fé e o povo judaicos... Dependendo das circunstâncias, as mitzvot que levam a uma identidade judaica positiva e exclusiva incluirão a entrada na aliança, a aquisição de um nome hebraico, o estudo da Torá, Bar/Bat Mitzvá e Cabalat Torá (Confirmação). Para aqueles além da infância que reivindicam identidade judaica, outros atos ou declarações públicas podem ser adicionados ou substituídos após consulta com seu rabino".
O rabino Mark Washofsky resume a resolução da CCAR de 1983 e as interpretações subsequentes na literatura da responsa reformista da seguinte forma:
- "A resolução é consultiva e não haláchica no sentido tradicional. Ela não estabelece uma nova definição de identidade judaica, pois seu preâmbulo declara expressamente que ela pretende ser operativa apenas para judeus reformistas na América do Norte, não para todos os judeus em todos os lugares".[27]
- "A descendência judaica pode ser de qualquer um dos pais... O Movimento de Reforma presume que o filho de um dos pais judeus, seja mãe ou pai, seja judeu. Na verdade, a resolução de 1983 é, em um aspecto significativo, mais rigorosa do que a definição tradicional de status judaico. O filho de uma mãe judia e pai gentio, a quem a halacá considera claramente judeu, desfruta apenas de uma presunção de status judaico que deve ser 'estabelecida' por 'atos públicos e formais de identificação apropriados e oportunos'".[27]
- "A biologia continua sendo um fator crucial. Na determinação da identidade judaica... o filho de dois pais gentios é, como antes, definitivamente um não judeu e deve passar por uma conversão formal para se tornar judeu".[27]
- "Tanto a descendência quanto o comportamento são cruciais para determinar o status judaico sob a resolução. O status judaico de uma criança de um casamento misto não pode ser determinado 'automaticamente' nem pela biologia nem pelo comportamento. Ambos os elementos — descendência de um dos pais judeus e a realização de mitzvot que levam a uma 'identidade judaica positiva e exclusiva' — devem estar presentes, e devem estar presentes durante a infância".[27]
- "A resolução se aplica somente a crianças criadas exclusivamente como judias... Uma criança criada simultaneamente no judaísmo e em outra tradição religiosa não desenvolve uma identidade judaica 'positiva e exclusiva'; portanto, a presunção de status judaico é refutada, e a resolução não se aplica a essa criança. Ela ou ele precisará de conversão antes de celebrar o bar ou bat mitzvah na sinagoga".[27]

Dispensar a necessidade de conversão formal para qualquer pessoa com pelo menos um dos pais judeus que tenha feito atos afirmativos de identidade judaica foi um afastamento da posição tradicional que exigia a conversão formal ao judaísmo para crianças sem mãe judia.
A resolução de 1983 da CCAR teve uma recepção mista nas comunidades judaicas reformistas fora dos Estados Unidos. O Movimento Israelense para o Judaísmo Progressista rejeitou a descendência patrilinear e exige a conversão formal para qualquer pessoa que não tenha nascido de mãe judia.
O judaísmo caraíta acredita que a identidade judaica só pode ser transmitida por descendência patrilinear, alegando que toda a descendência na Torá ocorreu de acordo com a linha masculina, baseando esta ideia "no fato de que, na Bíblia, as tribos recebem nomes masculinos e que personagens bíblicos são sempre referenciados pelos nomes de seus pais". No entanto, uma minoria de caraítas modernos acredita que a identidade judaica exige que ambos os pais sejam judeus, e não apenas o pai.
A divergência de opiniões se tornou um problema porque as comunidades ortodoxa e conservadora não reconhecem uma pessoa como judia se apenas seu pai for judeu. Para que a pessoa seja aceita como judia por uma comunidade ortodoxa ou conservadora (por exemplo, pela ocasião de seu bar ou bat mitzvah ou casamento), requer-se uma conversão formal (de acordo com os padrões haláchicos). O judaísmo ortodoxo tem uma posição predominante em Israel. Embora o judaísmo ortodoxo e conservador não reconheça o judaísmo por descendência patrilinear, "deve-se notar, no entanto, que no caso de uma criança nascida de um pai judeu, mas de uma mãe não judia, a maioria dos rabinos ortodoxos relaxará as rigorosas exigências normalmente feitas a possíveis convertidos". Ademais, deve ser notado que atualmente a ideia de identidade judaica, é muito mais o objeto de uma escolha consciente e de compromisso com a fé e o povo judaicos, do que apenas ter um pai judeu.

### Convertidos ao judaísmo
Hoje, todas as formas tradicionais do judaísmo estão abertas a convertidos sinceros, com a maioria dos subgrupos tendo um processo específico para aceitar convertidos. Nem todas as conversões são reconhecidas por todas as variedades do judaísmo.
No judaísmo rabínico, as leis de conversão são baseadas nas fontes clássicas da lei judaica, especialmente discussões no Talmude, e a lei como codificada no Shulkhan Arukh. Este corpus de lei judaica tradicional (halacá) é considerado autoritativo pelos movimentos ortodoxo e conservador. Os requisitos haláchicos tradicionais para conversão são instrução nos mandamentos, circuncisão (se homem), e imersão em um corpo de água aceitável diante de testemunhas válidas, e aceitação dos mandamentos diante de um tribunal rabínico. Se um homem já for circuncidado, uma gota de sangue é retirada do pênis.
As autoridades ortodoxas exigem que as conversões sejam realizadas de acordo com a lei judaica tradicional e reconhecem apenas aquelas conversões nas quais um convertido aceita e se compromete a observar a lei judaica conforme interpretada pelos rabinos ortodoxos. Como os rabinos dos outros movimentos não exigem que os convertidos assumam esse compromisso, as autoridades ortodoxas geralmente não aceitam como válidas conversões realizadas fora da comunidade ortodoxa.
Autoridades conservadoras também exigem que as conversões sejam conduzidas de acordo com a lei judaica tradicional. Conduzir uma conversão sem os requisitos tradicionais de imersão em um banho ritual e circuncisão para homens é uma violação de um Padrão da Assembleia Rabínica e motivo para expulsão. Autoridades conservadoras geralmente reconhecem qualquer conversão feita de acordo com os requisitos da lei judaica, mesmo se feita fora do movimento conservador. Consequentemente, rabinos conservadores podem aceitar a validade de algumas conversões de outros movimentos não ortodoxos.
A União para o Judaísmo Reformista afirma que "as pessoas que consideram a conversão devem estudar teologia judaica, rituais, história, cultura e costumes, e começar a incorporar práticas judaicas em suas vidas. A duração e o formato do curso de estudo variam de rabino para rabino e de comunidade para comunidade, embora a maioria agora exija um curso de judaísmo básico e estudo individual com um rabino, bem como comparecimento a serviços e participação em práticas domésticas e vida na sinagoga". A Conferência Central de Rabinos Americanos recomenda que três rabinos estejam presentes para a cerimônia de conversão. O Tribunal Rabínico do Movimento Israelense para o Judaísmo Progressista exige uma média de um ano de estudo para se tornarem familiarizados com a vida e a tradição judaica. Depois disso, os convertidos devem mergulhar em um banho ritual, ser circuncidados se forem homens e aceitar os mandamentos perante o tribunal rabínico.
Embora uma conversão infantil possa ser aceita em algumas circunstâncias (como no caso de crianças adotadas ou crianças cujos pais se convertem), as crianças que se convertem normalmente seriam questionadas se desejam permanecer judias após atingirem a maioridade religiosa — que é 12 anos para uma menina e 13 para um menino, conforme exigido pela lei judaica.
O judaísmo caraíta não aceita as tradições legais orais do judaísmo rabínico. Ele tem requisitos diferentes para conversão e se absteve de aceitar qualquer convertido até recentemente. Tradicionalmente não proselitistas, em 1º de agosto de 2007, os caraítas supostamente converteram seus primeiros novos membros em 500 anos. Em uma cerimônia em sua sinagoga no norte da Califórnia, dez adultos e quatro menores juraram fidelidade ao judaísmo após completar um ano de estudo. Essa conversão ocorreu 15 anos após o Conselho Caraíta de Sábios reverter sua proibição secular de aceitar convertidos.
As comunidades judaicas sírias normalmente não realizam conversões, particularmente quando a conversão é suspeita de ser por causa do casamento. Nem aceitam tais convertidos de outras comunidades, ou filhos de casamentos mistos ou casamentos envolvendo tais convertidos.

### Judeus que praticaram outra religião
Em geral, o judaísmo ortodoxo considera indivíduos nascidos de mães judias como judeus, mesmo que se convertam ou sejam criados em outra religião. O judaísmo reformista vê os judeus que se convertem ou são criados em outra religião como não judeus. Por exemplo, "... qualquer um que alegue que Jesus é seu salvador não é mais judeu..." [Contemporary American Reform Responsa, #68].
Historicamente, um judeu que foi declarado herege (hebraico: מין, romanizado: min) ou cristão (hebraico: נוצרי, romanizado: notzri, que significa "nazareno") pode ter tido um chérem (semelhante à excomunhão) colocado sobre ele ou ela; mas a prática de exclusão comunitária e religiosa não afeta seu status de nascimento judeu. O judaísmo também vê como judeus aqueles que involuntariamente se convertem do judaísmo para outra religião (hebraico: anusim, אנוסים, que significa "forçados"), e seus descendentes matrilineares são igualmente considerados judeus.
O judaísmo tem uma categoria para aqueles que são judeus, mas que não praticam ou que não aceitam os princípios do judaísmo, quer tenham ou não se convertido a outra religião. A visão tradicional sobre esses indivíduos, conhecidos como meshumadim (hebraico: משומדים), é que eles são judeus; no entanto, há muito debate na literatura rabínica sobre seu status vis-à-vis a aplicação da lei judaica e sua participação no ritual judaico, mas não sobre seu status como judeus.
Um judeu que deixa o judaísmo é livre para retornar à religião a qualquer momento. Em geral, nenhuma cerimônia formal ou declaração é necessária para retornar às práticas judaicas. Todos os movimentos do judaísmo acolhem o retorno ao judaísmo daqueles que o deixaram ou foram criados em outra religião. Ao retornar ao judaísmo, espera-se que esses indivíduos abandonem suas práticas anteriores e adotem costumes judaicos.
As mesmas regras em princípio se aplicam aos descendentes matrilineares de tais pessoas, embora algumas autoridades rabínicas possam exigir provas mais rigorosas de descendência judaica do que outras. Se tais pessoas são obrigadas a passar por uma conversão formal completa depende da comunidade e de suas circunstâncias individuais. Por exemplo, um homem que teve um brit milá, que tem uma compreensão geral do judaísmo, mas que foi criado em um lar secular pode não ser obrigado a passar por uma conversão ritual. No entanto, um homem que não teve um brit milá, um homem ou mulher que se converteu ou foi criado em outra religião, ou um indivíduo criado em um lar completamente secular sem nenhuma educação judaica, na maioria das comunidades, pode ser obrigado a passar por uma conversão ritual completa. Para participação plena na comunidade (por exemplo, para se casar com a participação de um rabino), eles podem ser obrigados a demonstrar sinceridade, como uma declaração de compromisso com o judaísmo.
Outro exemplo das questões envolvidas é o caso de convertidos ao judaísmo que deixam de praticar o judaísmo (independentemente de ainda se considerarem judeus ou não), não aceitam ou seguem a halacá, ou agora aderem a outra religião. Tecnicamente, tal pessoa continua judia, como todos os judeus, desde que a conversão original seja válida. Entretanto, em alguns casos recentes, autoridades rabínicas haredi, bem como o atual Rabino-Chefe Sionista Religioso de Israel, consideraram que o abandono da observância judaica ortodoxa por um determinado convertido, é uma evidência de que ele ou ela não pode, mesmo no momento da conversão, ter tido a plena intenção de observar os mandamentos e que, portanto, a conversão deve ter sido inválida.
Um tribunal judaico válido e de estatura suficiente, tem a capacidade de revogar o status de judeu de uma pessoa ou grupo. Isso foi feito para as Dez Tribos Perdidas de Israel e os samaritanos.

## Definições religiosas

### Perspectiva bíblica
O etnônimo "judeu", é uma tradução em português do etnônimo grego "Ioudaios" na literatura clássica e bíblica.
Até por volta de 100 a.C., durante a dinastia Asmoneu, "Ioudaioi" se referia a:
(1) um dos descendentes do patriarca Judá, ou seja (pela linhagem masculina), um membro da tribo de Judá;
(2) um nativo da Judeia, um "judeu";
(3) um "hebreu", ou seja, um membro do povo escolhido de Javé, com direito a participar daquelas cerimônias religiosas às quais somente tais membros eram admitidos.
Surge então um quarto significado:
(4) um membro da aliança judaico-samaritano-idumeu-itureia-galileia.
Em 2001, Shaye J.D. Cohen argumentou que "judeu" deveria incluir crentes no deus hebreu e aliados do estado judeu.
Em 2003, Troy W. Martin argumentou que o judaísmo bíblico não dependia da ancestralidade, mas sim da adesão à "circuncisão pactual".

### Perspectiva haláchica
De acordo com a visão rabínica tradicional, que é mantida por todos os ramos do judaísmo ortodoxo e do judaísmo conservador, e alguns ramos do judaísmo reformista, somente a Halacá pode definir quem é ou não judeu quando surge uma questão de identidade, linhagem ou ascendência judaica sobre qualquer pessoa que busca se definir ou alegar que é judia.
Como resultado, a mera crença nos princípios do judaísmo não faz de alguém um judeu. Da mesma forma, a não adesão de um judeu às 613 Mitzvot, ou mesmo a conversão formal a outra religião, não faz com que alguém perca seu status judaico. Assim, os descendentes imediatos de todas as mulheres judias (mesmo apóstatas) ainda são considerados judeus, assim como os de todas as suas descendentes femininas. Mesmo aqueles descendentes que não sabem que são judeus ou praticam uma religião diferente do judaísmo, são definidos por essa perspectiva como judeus, desde que venham de uma linhagem feminina ininterrupta de descendência. Como corolário, os filhos de um pai judeu e de uma mãe não judia não são considerados judeus pela Halakha, a menos que se convertam formalmente de acordo com a Halakha, mesmo que sejam criados totalmente observantes das Mitzvot.
Aqueles que não nasceram de mãe judia podem ser aceitos como judeus pelas comunidades ortodoxa e conservadora por meio de um processo formal de conversão ao judaísmo para se tornarem "convertidos justos" (Gerei Tzedek — hebraico: גרי צדק). Além disso, a Halacá exige que o novo convertido se comprometa com a observância de seus princípios; isso é chamado de Kabbalat Ol Mitzvot (hebraico: קבלת עול מצוות), "Aceitação do Jugo dos Mandamentos".
Tanto o judaísmo haredi quanto o judaísmo ortodoxo moderno aceitam um conjunto semelhante de regras sobre o status judaico com base no judaísmo rabínico clássico, incluindo descendência matrilinear e requisitos de que as conversões sejam realizadas por rabinos ortodoxos e que os convertidos prometam observar estritamente elementos do judaísmo tradicional, como Shabat e Nidá. No entanto, sua aplicação dessas regras tem sido diferente, e a diferença tem aumentado nos últimos anos. As autoridades ortodoxas modernas têm sido mais inclinadas a decidir em favor do status judaico e a aceitar a palavra de judeus não ortodoxos em casos duvidosos envolvendo pessoas que afirmam ser judeus, enquanto as autoridades haredi têm, nos últimos anos, tendido a presumir o status não judeu e exigir regras e padrões de evidência mais rigorosos para que o status judaico seja provado, e tendem a desconfiar da evidência de judeus que não são pessoalmente ortodoxos. Os rabinos haredi tendem a olhar para a observância pessoal atual de um convertido e a considerar deficiências ou falta de ortodoxia na observância atual como evidência de que o convertido nunca teve a intenção de se converter validamente. Além disso, a situação contemporânea é ainda mais complicada pelo fato de que alguns rabinos haredi não consideram mais alguns rabinos ortodoxos modernos como confiáveis.

### Judaísmo caraíta
O judaísmo caraíta se baseia na Tanakh para indicar que a identidade judaica é transmitida pela linha paterna, não pela linha materna, como defende o judaísmo ortodoxo (embora uma minoria defenda que ambos os pais precisam ser judeus). Judeus caraítas são elegíveis para Aliá sob a Lei do Retorno. A elegibilidade de convertidos ao judaísmo através do movimento caraíta para fazer Aliá sob a Lei do Retorno ainda não foi abordada nos tribunais israelenses.
Vários versículos na Bíblia mencionam leis de herança familiar dependendo da linhagem paterna da tribo:
Assim a herança dos filhos de Israel não passará de tribo em tribo, porque os filhos de Israel se apegarão cada um à herança da tribo de seus pais. Todas as filhas, que possuírem herança em qualquer tribo dos filhos de Israel, tomarão maridos da família da tribo de seu pai, para que os filhos de Israel possuam cada um a herança de seus pais. (Livro dos Números)

### Judaísmo reformista
O judaísmo reformista reconhece uma criança como judia se um dos pais for judeu e a criança for criada como judia. Vozes dentro do movimento reformista afirmam que a lei, que mudou para matriarcal há cerca de 2.000 anos (originalmente na Torá, a descendência era determinada pela descendência patriarcal) e se baseava nas circunstâncias trágicas que o povo judeu enfrentava, já foi útil, mas não é mais relevante.
As denominações judaicas progressistas modernas têm um processo de conversão baseado em seus princípios. Nos EUA, uma resolução oficial da Reforma, em 1893, aboliu a circuncisão como requisito para convertidos, e a Reforma não exige que os convertidos passem pela tevilá, a imersão ritual. Um "futuro convertido declara, oralmente e por escrito, na presença de um rabino e não menos que dois líderes leigos da congregação e da comunidade, a aceitação da religião judaica e a intenção de viver de acordo com suas mitzvot".

#### Controvérsias
A controvérsia em torno da definição de "quem é judeu" envolve quatro questões básicas:
A primeira questão surge, porque os movimentos reformistas estadunidenses e liberais do Reino Unido mudaram alguns dos requisitos haláchicos para a identidade judaica, de duas maneiras:
1. Crianças nascidas de apenas um dos pais judeus – independentemente de ser o pai ou a mãe – podem reivindicar uma identidade judaica. Uma criança de apenas um dos pais judeus que não reivindica essa identidade, aos olhos do movimento reformista, perdeu sua identidade judaica. Em contraste, a visão haláchica é que qualquer criança nascida de mãe judia é judia, independentemente de ter sido criada como judia ou não, ou mesmo de se a mãe se considera judia. Por exemplo, os filhos de Madeleine Albright (que foi criada como católica e desconhecia sua herança judaica) seriam todos judeus de acordo com a halacá, já que todas as ancestrais femininas de sua mãe eram judias e toda a sua descendência foram mulheres.[78] Entretanto, essa não é a crença do judaísmo progressista, que vê os judeus que se convertem ou são criados em outra religião como não judeus.[79]
2. A exigência da brit milá foi flexibilizada, assim como a exigência de imersão ritual (enquanto o movimento conservador permite a conversão sem circuncisão em alguns casos, a maioria dos judeus ortodoxos não permite).[79]

Em segundo lugar, o judaísmo ortodoxo afirma que rabinos não ortodoxos não estão qualificados para formar um Bet Din. Isso fez com que conversões não ortodoxas geralmente não fossem aceitas nas comunidades ortodoxas. Como o judaísmo ortodoxo mantém os padrões tradicionais de conversão – nos quais o compromisso de observar a halacá é exigido – conversões não ortodoxas geralmente não são aceitas nas comunidades ortodoxas, pois os movimentos não ortodoxos realizam conversões nas quais o novo convertido não se compromete a observar a halacá conforme entendida pelo judaísmo ortodoxo.
Uma terceira controvérsia diz respeito a pessoas (sejam judeus de nascimento ou convertidos ao judaísmo) que se converteram a outra religião. A visão tradicional é que tais pessoas permanecem judias. O judaísmo reformista considera tais pessoas apóstatas e afirma, a respeito dos judeus messiânicos: "'Judeus messiânicos' afirmam ser judeus, mas devemos nos perguntar se os identificamos como judeus. Não podemos fazê-lo, pois consideram Jesus de Nazaré como o Messias que cumpriu as promessas messiânicas. Dessa forma, eles se situaram claramente dentro do cristianismo. Eles podem ser um pouco diferentes de outros cristãos, pois seguem vários ritos e cerimoniais judaicos, mas isso não os torna judeus". Independentemente disso, tais pessoas não são consideradas judias para os fins das leis de cidadania israelense.
Uma quarta controvérsia decorre da maneira como o Rabino Chefe de Israel tem lidado com as decisões sobre casamento e conversão nos últimos anos. Conversões e casamentos em Israel são legalmente controlados pelo Rabino Chefe israelense ortodoxo; portanto, uma pessoa que não tenha sido comprovadamente judia a contento do Rabinato não tem permissão legal para se casar com um judeu em Israel atualmente. Embora o Rabinato sempre tenha se recusado a aceitar conversões não ortodoxas, até anos recentes estava mais disposto a aceitar a filiação judaica dos requerentes com base em depoimentos pessoais e a validade das conversões com base no testemunho de rabinos ortodoxos. No entanto, nos últimos anos, o rabinato, cujos rabinos historicamente tinham uma orientação ortodoxa mais moderna, tem sido cada vez mais preenchido pelo grupo mais rigoroso dos Haredi. Cada vez mais, o rabinato tende a presumir que os candidatos não são judeus até que se prove o contrário, exigindo padrões de prova mais rigorosos do que no passado. Implementou uma política de recusa em aceitar o testemunho de judeus não ortodoxos em questões de status judaico, sob a alegação de que tal testemunho não é confiável. Também tem se mostrado cada vez mais cético quanto à confiabilidade de rabinos ortodoxos ordenados por instituições não sujeitas à sua acreditação, particularmente em questões de conversão. Consequentemente, judeus não ortodoxos nascidos de pais judeus, e alguns judeus convertidos por rabinos ortodoxos, têm se mostrado cada vez mais incapazes de comprovar sua judaicidade de forma satisfatória para o Rabinato, pois não conseguem encontrar um rabino ortodoxo que seja aceitável para o Rabinato e que esteja familiarizado e disposto a atestar a judaicidade de sua linhagem materna ou a validade de sua conversão.
Houve várias tentativas de convocar representantes dos três principais movimentos para formular uma solução prática para esta questão. Até o momento, todas falharam, embora todas as partes reconheçam que a importância da questão é maior do que qualquer sentimento de rivalidade entre elas.

## Definições étnicas
Judeu étnico é um termo geralmente usado para descrever uma pessoa de ascendência e origem judaica que não necessariamente pratica o judaísmo ativamente, mas ainda se identifica com o judaísmo ou com outros judeus, cultural ou fraternalmente, ou ambos. O termo judeu étnico não exclui especificamente os judeus praticantes, mas eles geralmente são simplesmente chamados de "judeus", sem o adjetivo qualificativo "étnico". O sentido de grupo étnico neste contexto pode ser enganoso, pois mesmo judeus praticantes podem não ter, por exemplo, qualquer ascendência Ashkenazi.
O termo pode se referir a pessoas de diversas crenças e origens, pois a genealogia define em grande parte quem é "judeu". "Judeu étnico" às vezes é usado para distinguir judeus não praticantes de judeus praticantes (religiosos). Outros termos incluem judeu não observante, judeu não religioso, judeu não praticante e judeu secular.
O termo também pode se referir a judeus que não praticam o judaísmo. Tipicamente, judeus étnicos reconhecem sua origem judaica e podem sentir fortes laços culturais (mesmo que não religiosos) com as tradições judaicas e com o povo ou nação judaica. Assim como pessoas de qualquer outra etnia, judeus étnicos não religiosos frequentemente se assimilam a uma cultura não judaica local, mas, especialmente em áreas onde há uma forte cultura judaica local, eles podem permanecer, em grande parte, como parte dessa cultura.
"Judeus étnicos" incluem ateus, agnósticos, deístas não denominacionais, judeus com conexões apenas casuais com denominações judaicas ou convertidos a outras religiões, como cristianismo, budismo ou islamismo. Judeus religiosos de todas as denominações às vezes se envolvem em atividades de divulgação para judeus não religiosos. No caso de algumas denominações hassídicas (por exemplo, Chabad Lubavitch), essa divulgação se estende ao proselitismo ativo de judeus mais seculares.

### Opinião pública
Um estudo de 2013 do Pew Research sobre judeus estadunidenses, revelou que 62% acreditavam que ser judeu era principalmente uma questão de ancestralidade e cultura, enquanto 15% acreditavam que era principalmente uma questão de religião. Daqueles que se declararam judeus por religião, 55% acreditavam que ser judeu era principalmente uma questão de ancestralidade e cultura, enquanto dois terços acreditavam que não era necessário acreditar em Deus para ser judeu.

### Definições históricas europeias
Durante a Idade Média, não havia necessidade de se perguntar "quem é judeu?", pois a diferença entre a comunidade judaica e a não judaica era clara para ambos os lados. Por exemplo, uma pessoa nascida em uma família judia era judia, casamentos entre judeus e não judeus não eram permitidos e a única maneira de abandonar a identidade judaica era não apenas abandonar a religião, mas também cortar todos os laços com a comunidade judaica, incluindo família e amigos. Para os judeus medievais, a diferença mais essencial entre eles e os outros não era a fé, mas sim a identidade nacional à qual sua comunidade religiosa estava vinculada, e eles se autodenominavam "Israel".
À medida que a emancipação dos judeus na Europa se tornou relevante, a ideologia do nacionalismo começou a se consolidar e, em partes da Europa Ocidental, a religião tornou-se mais claramente separada da etnicidade. A questão de que tipo de grupo os judeus constituíam – religioso, cultural, racial, nacional ou qualquer outro – passou a ser mais discutida. Devido à emancipação, esperava-se que os judeus se assimilassem às nações europeias. A diferença religiosa era mais tolerada do que a étnica, e os judeus passaram a ser, por vezes, definidos apenas como um grupo religioso; por exemplo, os judeus na Alemanha eram definidos como alemães que praticavam a "fé mosaica". Os próprios judeus geralmente não se contentavam com essa definição. No entanto, buscando direitos civis iguais e para provar que os judeus também podem fazer parte das civilizações ocidentais, alguns judeus da Europa Central começaram a destacar sua identidade mais como um grupo religioso, com alguns rejeitando completamente as definições étnicas de judaísmo e outros se livrando conscientemente de seus hábitos "orientais". Muitos judeus, no entanto, especialmente na Europa Oriental, criticavam os judeus ocidentais por perderem sua identidade judaica. Ainda assim, simultaneamente, o conceito de "raça semítica", que incluía os judeus, foi cunhado. Isso também levou a ideias pseudocientíficas de que os judeus seriam racialmente inferiores aos "arianos". Mais tarde, o Holocausto fez com que alguns judeus evitassem associar elementos étnicos ou raciais ao fato de serem judeus. Na antiga União Soviética, "judeu" era uma nacionalidade por lei, assim como outras nacionalidades, como russos, ucranianos, georgianos e outros, e os próprios judeus soviéticos tinham um forte senso de judaísmo étnico (Yiddishkeit), que os separava dos grupos étnicos vizinhos. Havia certas restrições às suas liberdades civis nos primeiros anos da União Soviética.

### DNA
O teste genealógico moderno de DNA para etnicidade é uma definição não religiosa de "quem é judeu?", visto que um número crescente de pessoas descobre suas origens biológicas e culturais fora do contexto religioso tradicional. Há controvérsias sobre o uso de testes de DNA em tribunais rabínicos israelenses como um teste de judaísmo.

### "Meio judeu"
Nos Estados Unidos e na Europa, devido aos casamentos mistos, a população de "meio judeus" está começando a rivalizar com a de judeus com dois pais judeus. Os autodenominados "meio judeus" consideram o termo uma categoria familiar, que reflete múltiplas heranças e possíveis práticas culturais ou espirituais judaicas. Outros termos semelhantes que têm sido usados incluem: "parcialmente judeu" e "judeus parciais". O termo "Gershom", "Gershomi" ou "Beta Gershom" também tem sido raramente usado como alternativa a "meio judeu" e "parcialmente judeu" em conexão com descendentes de casamentos mistos, sendo Gershom (Gérson) o filho bíblico de Moisés e sua esposa midianita, Zípora. O termo normalmente não tem significado religioso, como termos como "judeu-cristão", mas descreve o judaísmo étnico.